# Robert Diochon
Robert Gabriel Diochon, né le 9 juin 1883 à Fougères et mort le 14 septembre 1953 à Rouen, est le cofondateur du Football Club de Rouen, dont il est le président emblématique de 1906 à 1907 puis de 1908 à 1953.

## Biographie
Cofondateur du club, il en est le capitaine de l'équipe première à ses débuts. Devenu président, Robert Diochon en conserve la direction pendant 51 ans, en en faisant un club professionnel, habitué à évoluer en première division française. Pendant la Première Guerre mondiale, il est mobilisé au 160e régiment d'infanterie puis passe au 11e régiment d'artillerie et au 84e régiment d'artillerie. Il est domicilié au no 15bis rue d'Elbeuf à Rouen.
À sa mort, il donne son nom au stade des Bruyères (Stade Robert-Diochon) où évolue le FCR depuis 1913.

## Décoration
Croix du combattant